# Saison 2006-2007 de la LNAH
Saison précédente Saison suivante
La saison 2006-2007 est la onzième saison de la Ligue nord-américaine de hockey (souvent désignée par le sigle LNAH), ligue de hockey sur glace du Québec.
Chacune des huit équipes jouent quarante-huit parties. 

## Saison régulière

### Changements
- Les Dragons de Verdun-Montréal sont dissous[1].
- Le Cristal de Saint-Hyacinthe devient le Top Design de Saint-Hyacinthe.
- Les Chiefs de Laval sont relocalisés à Saint-Jean-sur-Richelieu et deviennent les Summum-Chiefs de Saint-Jean-sur-Richelieu.

### Faits marquants
- Le 16 mars 2007, Christian Sbrocca du Mission de Sorel-Tracy devient le cinquième joueur de l’histoire de la ligue à obtenir 500 points en carrière[2].

### Classement des équipes
Ce sont les Summum Chiefs de St-Jean-sur-Richelieu qui terminent la saison régulière en première place.
- Équipe championne de la saison régulière

Pour les significations des abréviations, voir statistiques du hockey sur glace.
| Équipe                                    | PJ | V  | D  | DP | DF | BP  | BC  | Pun   | Pts |
| ----------------------------------------- | -- | -- | -- | -- | -- | --- | --- | ----- | --- |
| Summum-Chiefs de Saint-Jean-sur-Richelieu | 48 | 32 | 14 | 1  | 1  | 215 | 172 | 2 730 | 66  |
| Saint-François de Sherbrooke              | 48 | 31 | 13 | 2  | 2  | 219 | 169 | 2 632 | 66  |
| CRS Express de Saint-Georges              | 48 | 24 | 16 | 6  | 2  | 199 | 195 | 2 118 | 56  |
| Mission de Sorel-Tracy                    | 48 | 25 | 21 | 0  | 2  | 204 | 204 | 2 513 | 52  |
| Prolab de Thetford Mines                  | 48 | 23 | 22 | 1  | 2  | 212 | 228 | 1 793 | 49  |
| Radio X de Québec                         | 48 | 21 | 22 | 3  | 2  | 190 | 202 | 2 090 | 47  |
| Top Design de Saint-Hyacinthe             | 48 | 18 | 25 | 3  | 2  | 176 | 208 | 2 428 | 41  |
| Caron et Guay de Trois-Rivières           | 48 | 18 | 26 | 1  | 3  | 190 | 227 | 2 250 | 40  |

### Meilleurs joueurs de la saison régulière
| Joueur               | Équipe         | PJ | B  | A  | Pts | Pun |
| -------------------- | -------------- | -- | -- | -- | --- | --- |
| Michel Picard        | Thetford Mines | 48 | 48 | 51 | 99  | 18  |
| Marco Charpentier    | Summum-Chiefs  | 48 | 40 | 43 | 83  | 38  |
| Sylvain Rodier       | Trois Rivières | 47 | 26 | 48 | 74  | 105 |
| Hugo Bélanger        | Sorel Tracy    | 47 | 22 | 47 | 69  | 6   |
| Dominic Maltais      | Sorel Tracy    | 47 | 30 | 38 | 68  | 100 |
| Denis Chalifoux      | Summum-Chiefs  | 48 | 21 | 46 | 67  | 26  |
| Philippe Audet       | CRS Express    | 46 | 35 | 30 | 65  | 94  |
| Marquis Mathieu      | Thetford Mines | 45 | 13 | 51 | 64  | 48  |
| Jean-François Boutin | Sherbrooke     | 42 | 27 | 37 | 64  | 59  |
| Simon Olivier        | CRS Express    | 47 | 14 | 49 | 63  | 60  |
| Frédéric Bouchard    | Radio X        | 41 | 21 | 42 | 63  | 44  |